# Völkermarkt (distrikt)
Völkermarkt är ett distrikt i Kärnten i Österrike som i söder gränsar till Slovenien.
Det består av följande 13 kommuner:

- Bleiburg
- Diex (slovenska: Djekše)
- Eberndorf
- Eisenkappel-Vellach
- Feistritz ob Bleiburg
- Gallizien
- Globasnitz
- Griffen
- Neuhaus
- Ruden
- Sankt Kanzian am Klopeiner See (slovenska: Škocijan)

Kommunerna i distriktet Völkermarkt

- Sittersdorf
- Völkermarkt